# Chloeia flava
Espèce
Chloeia flava, communément nommé ver de feu paon, est un ver marin appartenant à la famille des Amphinomidae dont les membres se rencontrent en zone tropicale. 

## Description

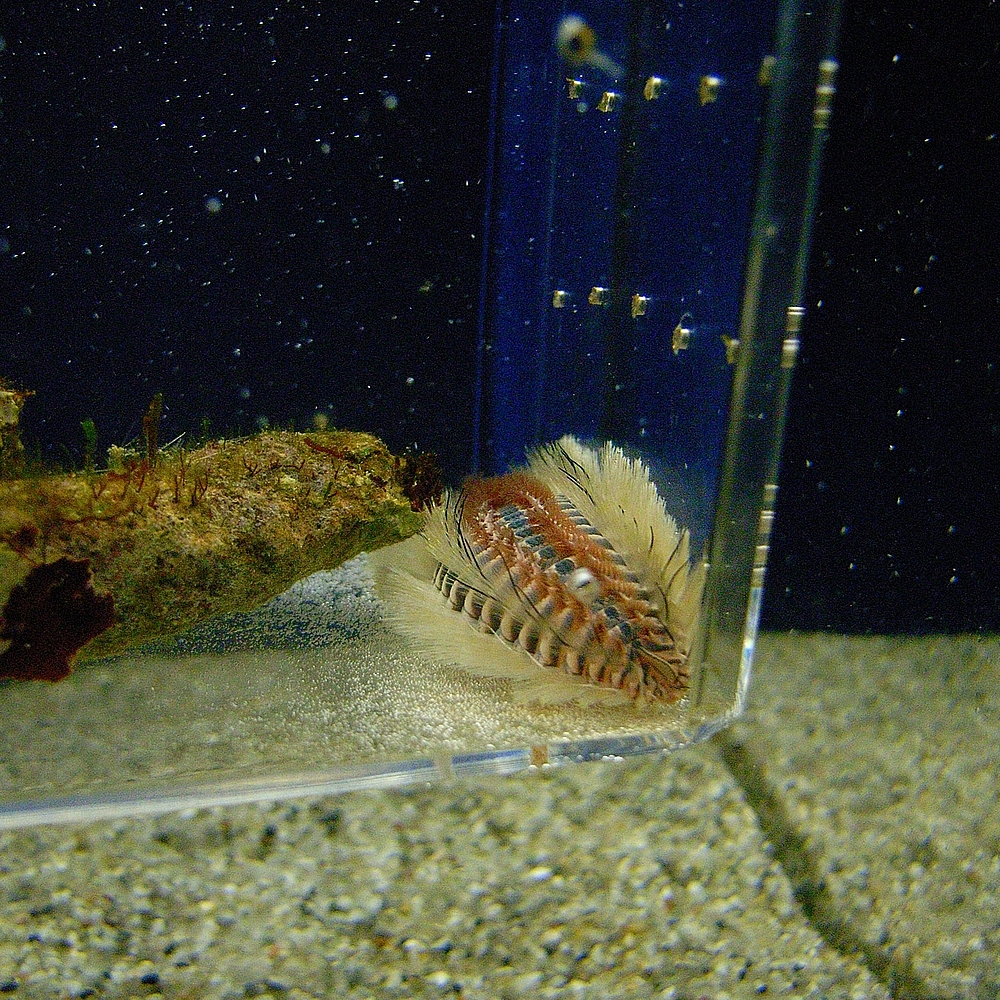
Chloeia flava (spécimen captif)

Le ver de feu paon possède un corps allongé dont la taille varie entre 7  et   10 cm de long pour 1,8  à   2,5 cm de large hors épines. Son corps à dominante brun clair se compose de 37 segments visibles. Les éléments distinctifs de cette espèce sont la présence d'ocelles noir à violet sombre cerclées de blanc au niveau de l'axe central de sa face dorsale sur chacun des segments. Le corps est couvert latéralement d'épines calcaires ou setae à l'aspect de soies qui sont blanchâtres fines, pointues et venimeuses.

## Distribution & habitat
Chloeia flava est largement répandu dans l'ensemble de la zone Indo-pacifique des côtes orientales de l'Afrique, Mer Rouge incluse, aux îles de l'Océan Pacifique excluant Hawaï et la Polynésie. Il est présent en Nouvelle-Calédonie. Il se rencontre plus particulièrement dans les zones détritiques à fond meuble proche des récifs.

## Biologie
Ce ver est actif au lever et coucher du soleil. Il a un régime alimentaire carnivore et se nourrit essentiellement de polypes coralliens, d'éponges, d'anémones, d'hydraires et d'ascidies.

## Liste des sous-espèces
Selon Catalogue of Life (6 septembre 2014) :
- sous-espèce Chloeia flava pulchella Baird, 1868

Selon World Register of Marine Species (6 septembre 2014) :
- sous-espèce Chloeia flava pulchella Baird, 1868